# Moulamein
Moulamein (349 habitants) est le plus ancien village de la Riverina en Nouvelle-Galles du Sud en Australie.
Il est situé au confluent d'un bras du fleuve Murray, la rivière Edward et de la rivière Billabong.
Son nom, d'origine aborigène, veut dire « le confluent des eaux ».
Le village a connu son heure de gloire dans les années 1870 à 1890, lorsqu'il servait de port d'embarquement pour les marchandises et productions agricoles de la région.
Le climat est semi-aride et la région est riche en poules d'eau, aigles australiens et émeus. La région abrite aussi un assez grand nombre de kangourous.

## Galerie

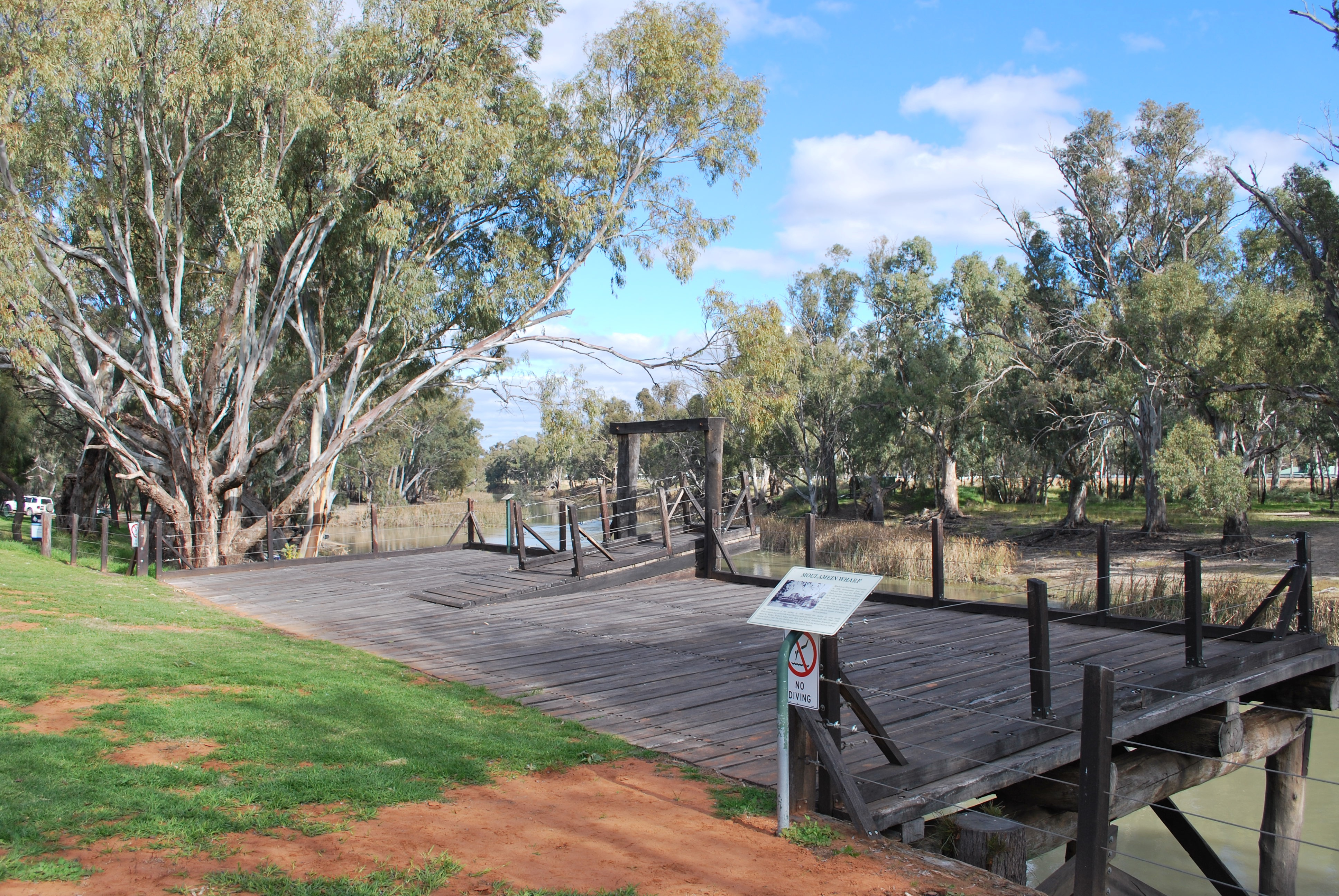
L'ancien embarcadère de Moulamein sur le Murray. Il fut utilisé jusqu'en 1923.
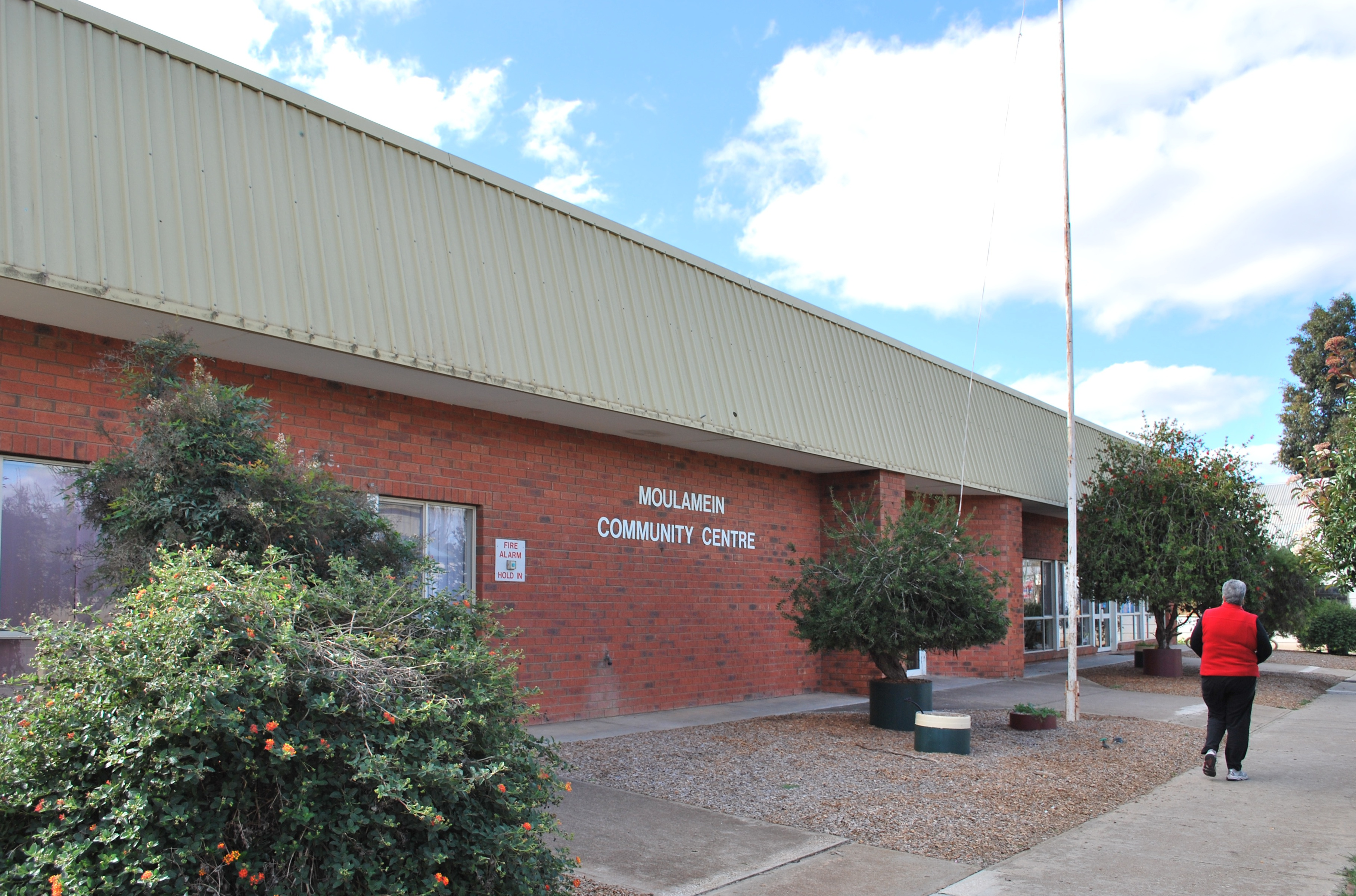
La mairie.
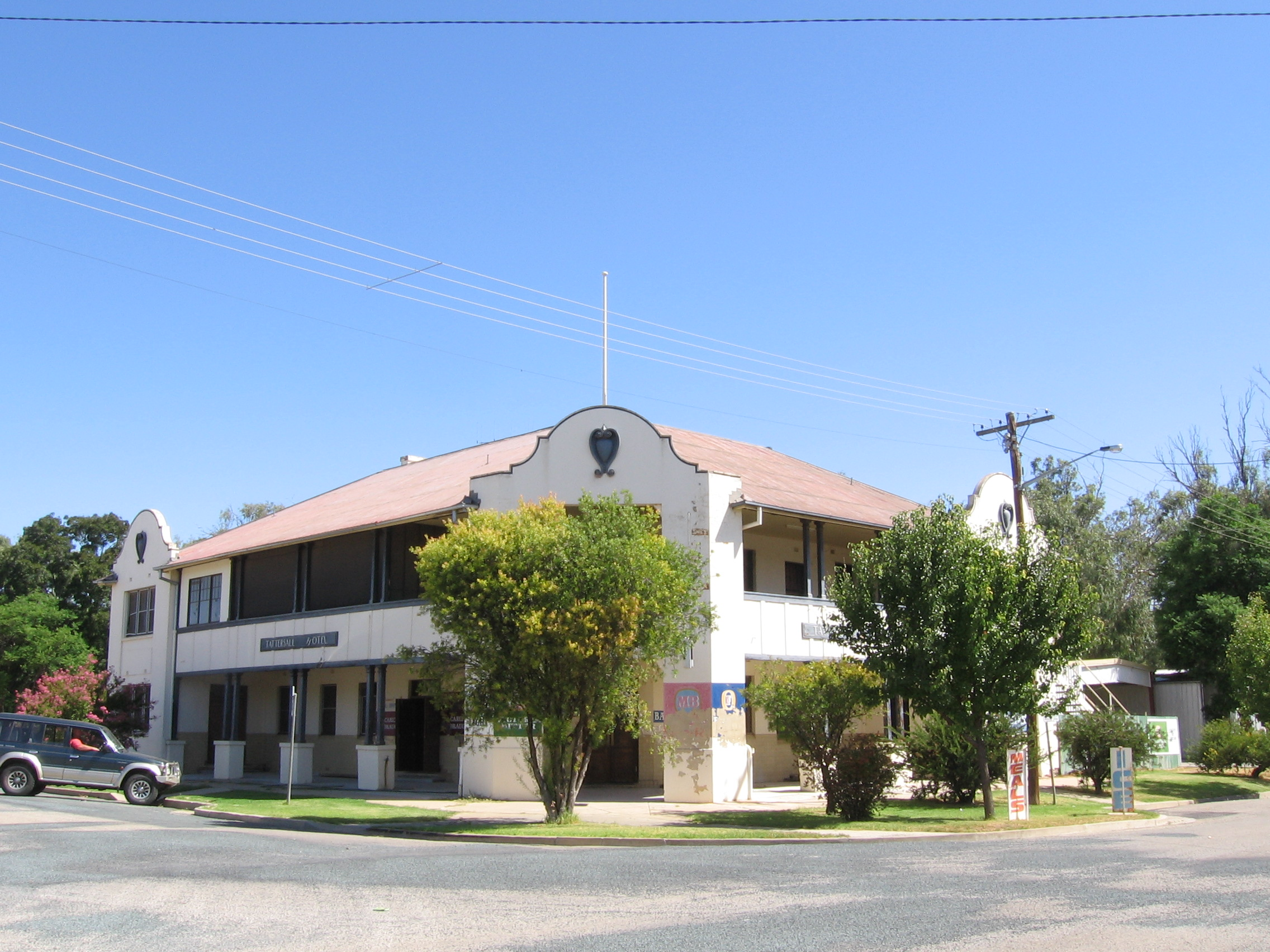
Hôtel de Moulamein.